# 강창기

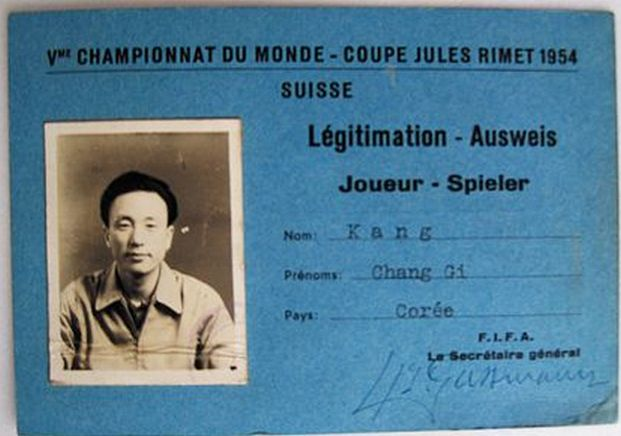

강창기(한국 한자: 姜昌基, 1927년 8월 28일 ~ 2007년 1월 5일 )는 대한민국의 전 축구 선수이자 전 축구 지도자로 현역 시절 포지션은 미드필더였다.

## 생애
1954년 FIFA 월드컵을 통해 대한민국 축구 역사상 첫 월드컵 무대를 밟았으나 당시 세계 축구 최강팀이었던 헝가리에 0-9로 대패했고 튀르키예와의 경기에서도 0-7로 대패하며 세계 축구의 높은 벽을 실감한 채 일찌감치 귀국길에 올랐고 월드컵 1개월 전에 열린 1954년 아시안 게임에서는 미얀마와의 4강전에서 득점을 기록하며 은메달이라는 대한민국 축구 역사상 아시안 게임 첫 메달 획득의 발판을 마련했다.

## 은퇴 이후
은퇴한 이후 한양중학교의 감독을 맡기도 했으며 2007년 1월 5일 가톨릭대학교 서울성모병원에서 향년 79세를 일기로 별세했다.

## 수상 내역

### 국가대표팀
대한민국
- 아시안 게임 : 은메달 (1954)